# یاپاسانی
یاپاسانی (به اسپانیایی: Villa Yapacaní) یک شهر در بولیوی است که در Ichilo Province واقع شده‌است. یاپاسانی  ۲۶٬۲۷۰ نفر جمعیت دارد و ۲۹۶ متر بالاتر از سطح دریا واقع شده‌است.